# Stoianeve (Velîka Mîhailivka), Rozdilna
Stoianeve (în ucraineană Стояневе) este un sat în comuna Velîka Mîhailivka din raionul Rozdilna, regiunea Odesa, Ucraina.

## Demografie
Componența lingvistică a localității Stoianeve
     Ucraineană (86,6%)
     Română (9,97%)
     Rusă (1,87%)
     Alte limbi (0,62%)
Conform recensământului din 2001, majoritatea populației localității Stoianeve era vorbitoare de ucraineană (86,6%), existând în minoritate și vorbitori de română (9,97%) și rusă (1,87%).